# Saint-Laurent-des-Combes (Charente)
Saint-Laurent-des-Combes település Franciaországban, Charente megyében. Lakosainak száma 94 fő (2022. január 1.). Saint-Laurent-des-Combes Brie-sous-Chalais, Châtignac, Montboyer, Saint-Félix és Saint-Martial községekkel határos.

## Népesség
A település népessége az elmúlt években az alábbi módon változott:
| Lakosok száma | 167  | 133  | 89   | 90   | 96   | 95   | 92   | 89   | 90   | 94   |
|               | 1968 | 1982 | 1990 | 2006 | 2013 | 2015 | 2017 | 2019 | 2020 | 2022 |